# Batalla de Jieqiao
La batalla de Jieqiao o Batalla del Pont Jie (Xinès: 界橋之戰, pinyin: Jièqiáo zhi zhàn) fou una lluita militar entre Yuan Shao i Gongsun Zan en 191, al començament de les guerres civils a la Xina que conduïren a la caiguda de la dinastia Han i fou el resultat de la batalla de Yangcheng. Va ser el primer important enfrontament entre els senyors de la guerra rivals en la lluita pel domini de les províncies del nord de Jizhou i Qingzhou. El lloc de la batalla es considera en general un lloc a l'est del comtat Guangzong, Julu encomana (actualment Weixian, província de Hebei).

## Rerefons
A finals de l'hivern de 191, després d'una victoriosa campanya contra les restes dels turbants grocs, Gongsun Zan va tenir el pretext de la mort del seu germà Gongsun Yue per a declarar la guerra a Yuan Shao. El seu exèrcit marxà al sud-oest entre els rius Qing i Groc dins de Jizhou. Molt ràpidament un nombre de ciutats sota el control de Yuan Shao es van veure obligades a canviar de bàndol. Yuan Shao precipitadament va fer gestos conciliatòris, en un intent de prevenir una guerra complet. Donà la seua posició d'oficial com Gran Administrador de Bohai a Gongsun Fan, un parent llunyà de Gongsun Zan. Gongsun Fan, tanmateix, ocupà la guarnició de Bohai perquè s'uniren al seu clan.

## La Batalla
Prompte Yuan Shao entra a la força per si mateix i les dues parts es troben a 40 quilòmetres al sud del Pont Jie, un encreuament sobre el riu Qing. L'exèrcit de Gongsun Zan era d'una força de 40000, que constava de 30.000 soldats d'infanteria i 10000 de cavalleria. El desplegat a la seua infanteria en una plaça i la seua cavalleria dividida entre les ales de l'esquerra i la dreta. Al centre es col·locaren els seus "voluntaris de cavall blanc" (白马义从), una unitat d'elit a cavall que formava el nucli de la seua força de combat. Si bé els nombres podien haver estat exagerats, la seua aparició va d'haver estat impressionant; Sanguo Zhi la descriu com que les seues "banderes i armadures van il·luminar el cel i la terra". Encara que l'exèrcit de Yuan Shao era d'una grandària comparable, que consistia gairebé exclusivament d'infanteria. El seu comandant Qu Yi (麴义) va ser col·locat al furgó amb 800 de forces especials i 1000 tropes de ballesters. Darrere d'ells havien masses de soldats a peu, contats per desenes de milers de persones, comandats pel mateix Yuan Shao.
Observant que l'avantguarda de Yuan estava una mica dispersada, l'experimentat genet Gongsun Zan va ordenar una càrrega de la seua cavalleria. L'objectiu era "trencar la línia enemiga" - per destruir el nucli de l'exèrcit enemic i escampar-los amb la seua retirada en multituds. Els homes de Qu Yi van formar un mur de protecció i esperaren a l'atac. Quan la cavalleria de Gongsun era a uns mers deu passos de distància, els ballesters solt onades, seguits pel soldats a peu, que carregaren amb les seues llances. Després d'un de cos a cos la part davantera de la línia de Yuan Shao, s'omple de cavalls abatuts i guerrers de Gongsun Zan morts. El comandant de Gongsun, Yan Gang (严纲); és mort en els combats. L'exèrcit de Yuan Shao es diu d'haver pres els caps de 1000 persones. Al no poder amb la línia de Yuan, la cavalleria de Gongsun es perd i se'n marxa fora de la batalla, seguida per la infanteria.
Gongsun Zan tracta reagrupar i mantenir la línia del riu Qing. La seua rereguarda s'enfronten amb els homes Qu Yi Jie al pont de Jie mateix i són obligats a retirar-se. El campament abandonat de Gongsun fou ràpidament sobrepassat, és la cua estàndard de yak (comparables als colors de regiments dels exèrcits europeus) perduda.